# Виннигштедт
Виннигштедт (нем. Winnigstedt) — община в Германии, в земле Нижняя Саксония.
Входит в состав района Вольфенбюттель. Подчиняется управлению Шёппенштедт. Население составляет 766 человек (на 31 декабря 2010 года). Занимает площадь 12,05 км².
Коммуна подразделяется на 2 сельских округа.
| Год  | Население |
| ---- | --------- |
| 1990 | 907       |
| 1995 | 1079      |
| 2000 | 964       |
| 2005 | 902       |
| 2010 | 775       |